# Xadrez atómico
Xadrez atómico (português europeu) ou atômico (português brasileiro) é uma variante do xadrez tradicional, tendo como principal característica a forma de captura que é denominada "explosão atômica".

## Características
Quando ocorre a captura de uma peça ou peão, são retirados do tabuleiro a peça ou peão que efetua a captura, a peça ou peão que é capturado e todas as peças nas casas vertical, horizontal e diagonalmente vizinhas, com exceção dos peões. A captura é denominada "explosão" e as peças ou peões são "destruídos".
Capturas que provoquem a explosão do próprio rei não são permitidas e nessa variante não existem o xeque ou xeque-mate, sendo que o final da partida se dá quando ocorre a explosão de um dos reis.
O xadrez atómico é considerado uma variante muito rápida, onde é possível vencer o oponente em apenas três lances.